# Celadas
Celadas is een gemeente in de Spaanse provincie Teruel in de regio Aragón met een oppervlakte van 100,45 km². Celadas telt 403 inwoners (1 januari 2016).